# ترایتشینگ
ترایتشینگ (به آلمانی: Traitsching) یک شهر در آلمان است که در Cham واقع شده‌است.